# Marc Gasol
Pour les articles homonymes, voir Gasol.
Marc Gasol Sáez, né le 29 janvier 1985 à Barcelone en Espagne, est un joueur espagnol de basket-ball. Frère cadet de Pau Gasol, il remporte avec ce dernier les titres de champion du monde 2006 et 2019, champion d'Europe 2009 et champion d'Europe 2011 sous les couleurs de la sélection espagnole. Ils ont également remporté la médaille d'argent des Jeux olympiques 2008 de Pékin puis lors de l'édition suivante à Londres.
En 2015, les deux frères Gasol remportent le prix Princesse des Asturies.
En 2019, Marc Gasol devient champion NBA avec les Raptors de Toronto.

## Biographie

### Début et carrière en Europe

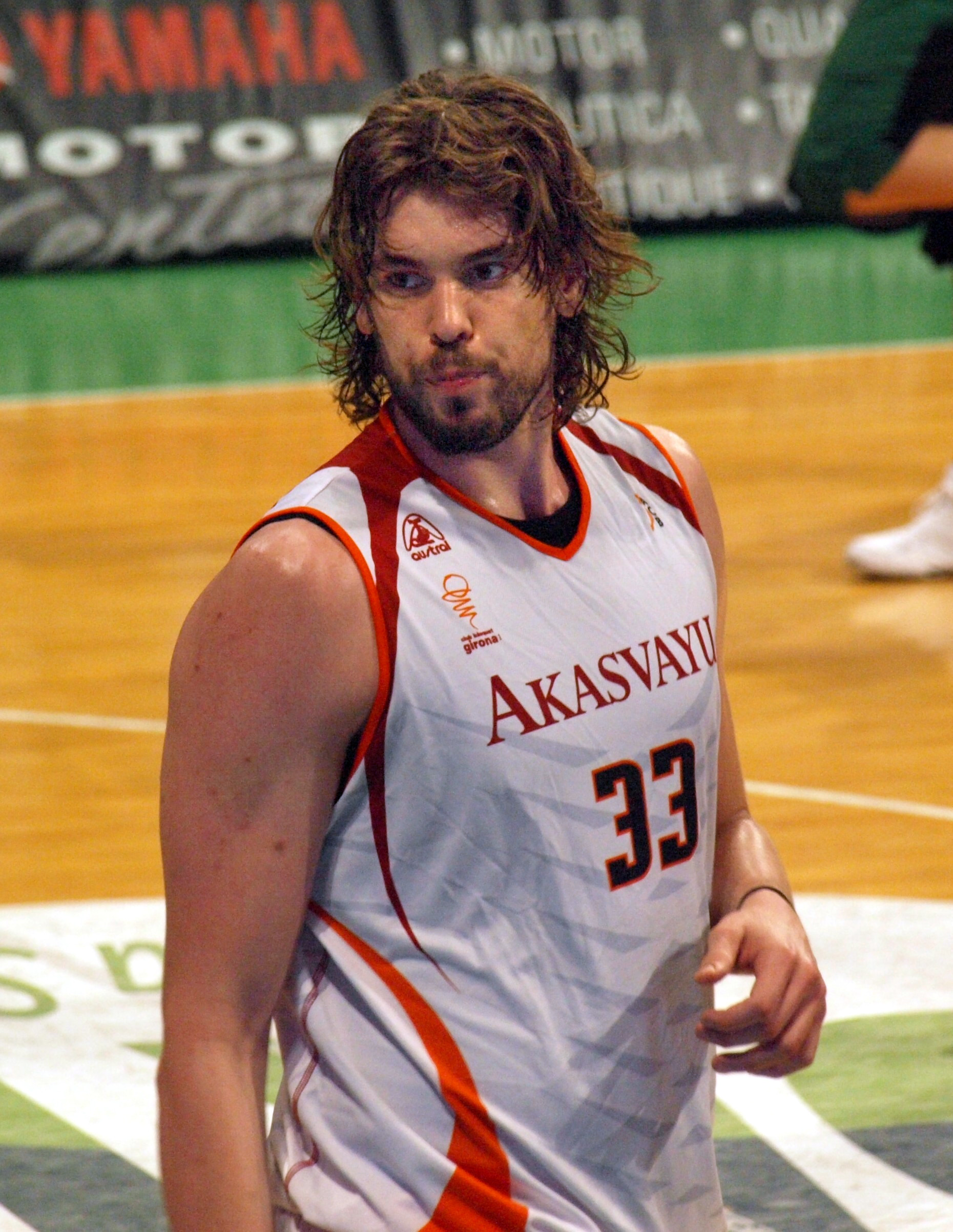
Marc Gasol sous le maillot de Gérone

En 2001, il suit aux États-Unis son frère qui débute en NBA avec les Grizzlies de Memphis. Il rejoint un lycée de Memphis, le Lausanne Collegiate School. Après deux années, il retourne en Espagne, pour essayer de gagner sa place au sein du FC Barcelone. Pour sa première saison, il évolue sous la direction de Svetislav Pešić, qui vient de donner à Barcelone sa première victoire en Euroligue, combiné avec un titre ACB et une Coupe du Roi. Une bonne première saison lui permet de continuer pour trois saisons à Barcelone. Il remporte également un premier titre de champion d'Espagne.
Cependant, Pešić part en Italie pour la Virtus Rome, remplacé par Ivanovic qui ne fait que peu appel à Gasol. Après deux saisons, il se fait prêter au club de Gérone où il retrouve son ancien entraîneur Pešić. Avec 10,8 points et 5,5 rebonds en ACB, il contribue à la bonne saison de son club qui remporte la FIBA EuroCup.
À la fin de sa première saison, il est choisi en 48e position par les Lakers de Los Angeles. Sa deuxième saison avec Gérone est impressionnante. Très rapidement, il devient l'un des joueurs majeurs de la Liga ACB, terminant la saison avec le titre de MVP avec 16,2 points à 65 % aux tirs, joueur le plus adroit de la ligue, 8,3 rebonds, 1,8 contre pour une évaluation de 27,8. Gérone termine sa saison en quart de finale du championnat d'Espagne et dispute la finale de la ULEB Cup, perdue face à la Joventut Badalona de son principal adversaire pour le titre de MVP, Rudy Fernández.

### Carrière en NBA

#### Grizzlies de Memphis (2008-2019)
Il est drafté par les Lakers de Los Angeles au second tour en juin 2007.
Après la saison 2007-2008, Marc Gasol rejoint la NBA, dans la franchise des Grizzlies de Memphis qui a récupéré les droits sur le pivot espagnol lors du transfert de son frère aux Lakers. Dès son premier match officiel, il se retrouve dans le cinq majeur. Durant son premier mois de compétition, il enchaîne dix rencontres consécutives à 10 points et plus. En février, il participe au rookie challenge en compagnie de Rudy Fernández, qui a également rejoint la NBA, à Portland. Lors de cette rencontre, il cumule 15 points et 8 rebonds.
Il termine la saison avec 11,9 points, 7,4 rebonds puis est nommé dans la NBA All-Rookie Second Team en 2009.
En 2012-2013, il est élu NBA Defensive Player of the Year (défenseur de l'année) étant l'un des rares joueurs à cumuler plus de 1,5 contre et une interception par match, bien qu'il ne figure dans aucun top 5 de ces catégories. Certaines critiques diront après résultat, que le titre aurait dû revenir à LeBron James. De plus, il ne figure pas dans le premier cinq défensif - qui est composé en 2013 de six joueurs, Joakim Noah et Tyson Chandler se partageant le poste de pivot - mais dans le deuxième cinq, ou NBA All-Defensive Second Team.
En 2015, il sera titulaire comme son frère Pau, dans le cinq de départ du NBA All-Star Game.
Le 6 juillet 2015, il prolonge chez les Grizzlies en signant un contrat de 110 millions de dollars sur cinq ans.
Le 7 février 2019, il est envoyé aux Raptors de Toronto en échange de Delon Wright, C. J. Miles et Jonas Valančiūnas. Les Grizzlies retirent son maillot nº 33 en remerciement pour ses onze saisons au sein du club avec qui il a atteint sept fois les play-offs consécutivement. C'est la première fois qu'une franchise de la NBA retire le maillot d'un joueur espagnol.

#### Champion avec les Raptors de Toronto (2018-2020)
Marc Gasol débute avec les Raptors de Toronto le 10 février 2019 lors d'un match contre les Knicks de New York. En mai 2019, les Raptors atteignent la finale de la Conférence Est où ils éliminent les Bucks de Milwaukee. Les Raptors se qualifient ainsi pour la première finale NBA de leur histoire où ils affrontent les Warriors de Golden State. Marc Gasol est le quatrième joueur espagnol qui dispute une finale de la NBA, après son frère Pau, José Manuel Calderón et Serge Ibaka. Le 13 juin 2019, il remporte le championnat NBA face aux Warriors de Golden State. Les frères Gasol deviennent les premiers frères de l'histoire à remporter le titre NBA.
Le 26 juin 2019, il reste avec les Raptors en exerçant l'année d'option de 25,6 millions de dollars pour la saison 2019-2020.

#### Lakers de Los Angeles (2020-2021)
En novembre 2020, il signe avec les Lakers de Los Angeles pour deux saisons.
En septembre 2021, Marc Gasol est transféré vers les Grizzlies de Memphis puis coupé.

### Retour en Europe pour une fin de carrière
Marc Gasol s'engage en Espagne avec le club de Bàsquet Girona en deuxième division espagnole jusqu'à la fin de la saison 2021-2022, club qu'il a créé en 2014. Il contribue à la montée de son club en Liga ACB à la fin de la saison 2021-2022.
Le 31 janvier 2024, il annonce prendre sa retraite sportive après une carrière professionnelle ayant duré vingt ans. Il demeure président du Bàsquet Girona,.

### Sélection nationale

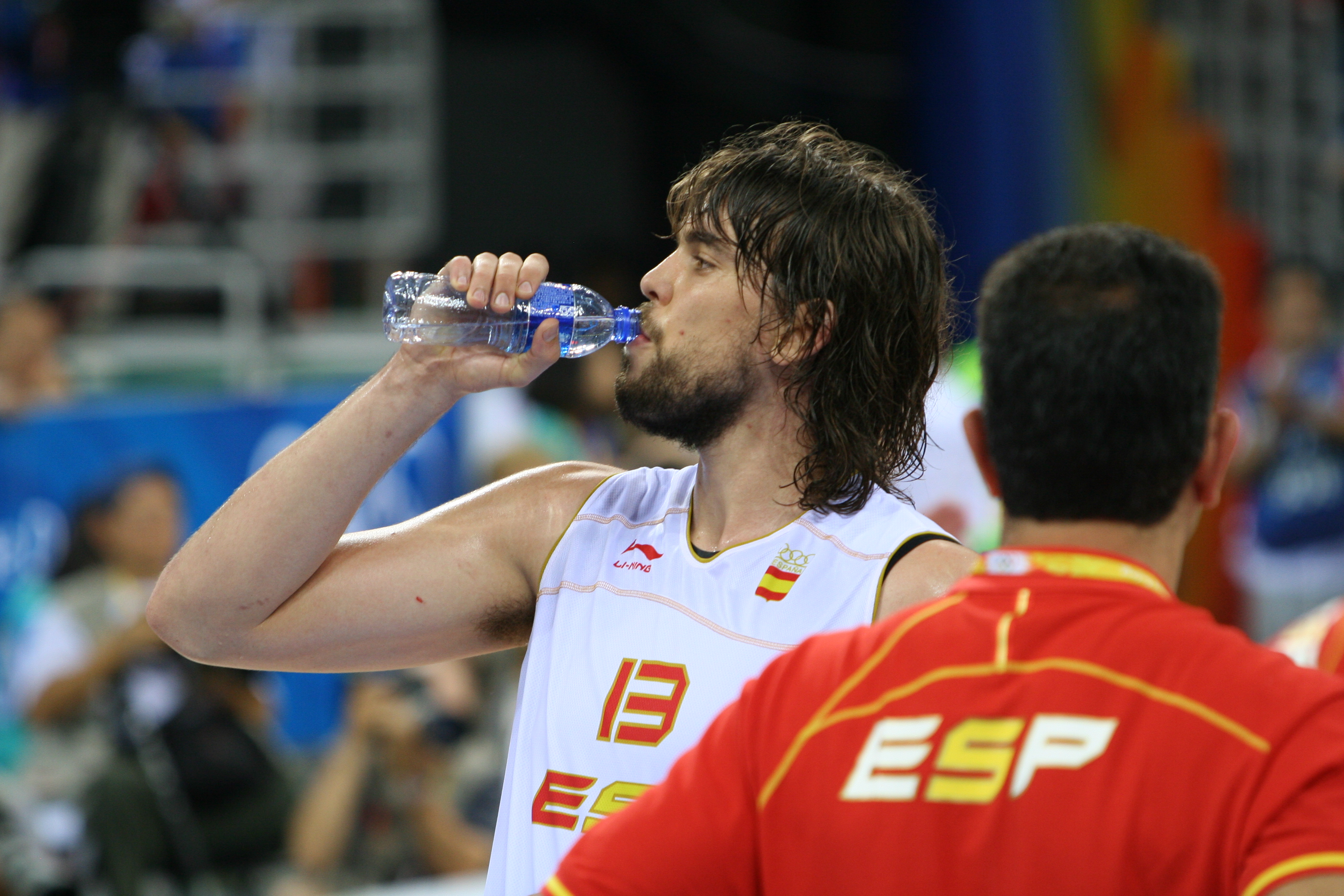
Marc Gasol aux Jeux de Pékin

C'est Pepu Hernández qui fait débuter Marc Gasol en équipe d'Espagne lors de la victoire aux Championnats du monde 2006. Durant cette compétition, il a un faible temps de jeu. Les saisons suivantes, il fait de nouveau partie de la sélection nationale. Les Espagnols se qualifient à chaque fois pour la finale. D'abord lors du championnat d'Europe disputé en Espagne, finale remportée par la Russie. Puis, lors du tournoi olympique de Pékin, ce sont les États-Unis qui privent les Espagnols de l'or.
Lors de l'Eurobasket 2009, disputé en Pologne, l'Espagne, après un début de compétition peu en rapport avec son niveau et ses ambitions, se retrouve lors de la phase finale, infligeant des défaites de 20, 18 et 22 points d'écart à la France, la Grèce et la Serbie, remportant son premier titre européen après quatre finales perdues.
À l'Eurobasket 2011, l'Espagne confirme son statut de favoris de la compétition en remportant son deuxième championnat d'Europe consécutif.
Lors du championnat d'Europe 2013, Marc Gasol obtient la médaille de bronze avec la sélection espagnole. Il est élu dans le meilleur cinq de la compétition avec Bojan Bogdanović, Goran Dragić, Linas Kleiza et le MVP Tony Parker.
Le 5 juillet 2015, il déclare forfait pour le championnat d'Europe 2015 pour pouvoir se reposer. Une blessure l'empêche de participer aux Jeux olympiques de 2016.
Il annonce sa participation à la Coupe du monde de 2019 en Chine, compétition qu'il remportera.
Marc tire sa révérence avec son équipe nationale, comme son frère Pau, après l'élimination espagnole en quart de finale des Jeux olympiques 2020 face aux États-Unis.

## Clubs successifs
- 2001-2003 :  Lausanne High School (Memphis)
- 2003-2006 :  FC Barcelone (Liga ACB)
- 2006-2008 :  Girona (Liga ACB)
- 2008-2019 :  Grizzlies de Memphis (NBA)
- 2019-2020 :  Raptors de Toronto (NBA)
- 2020-2021 :  Lakers de Los Angeles (NBA)
- 2021-2023 :  Bàsquet Girona (LEB oro)

## Palmarès

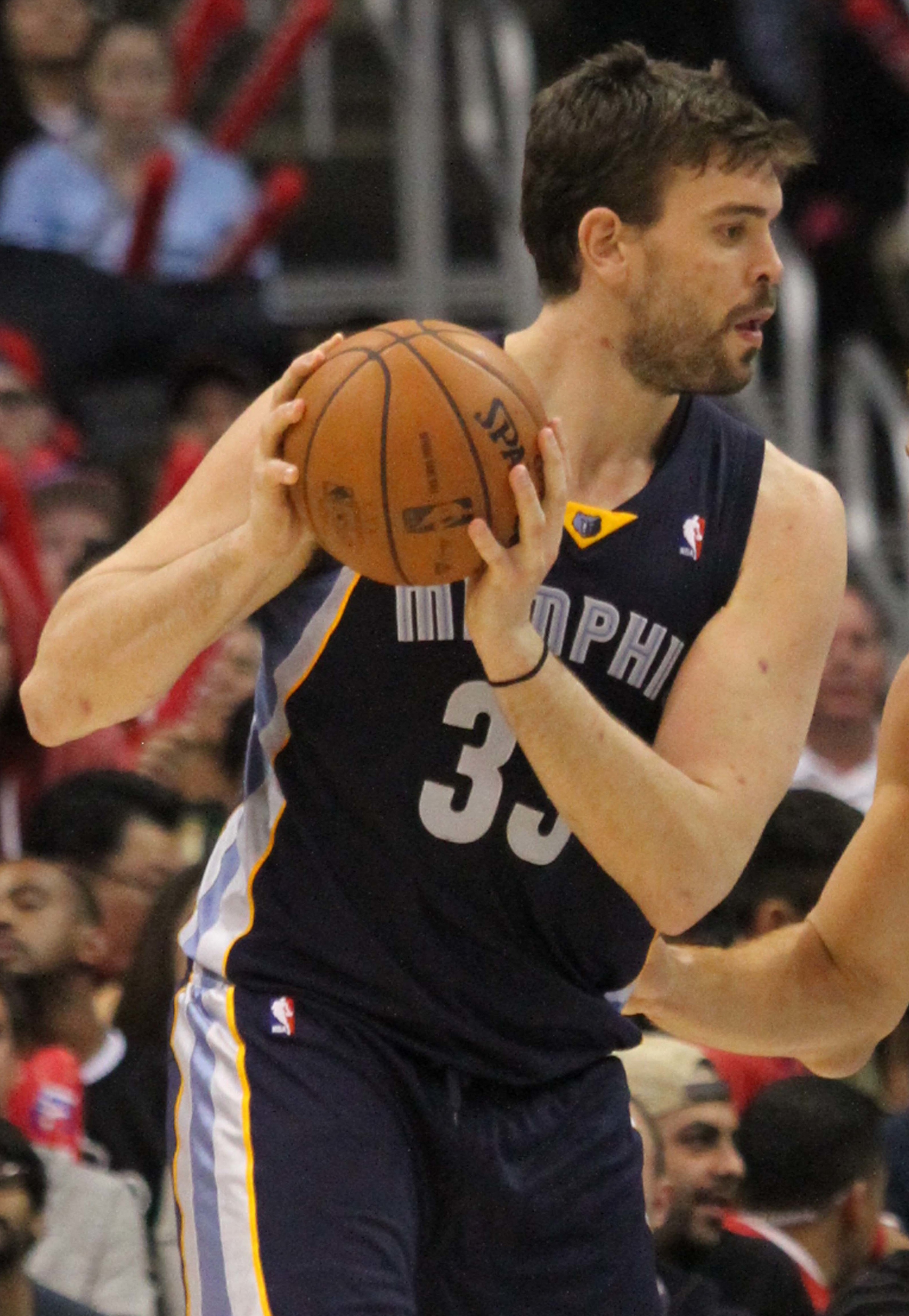
Marc Gasol en novembre 2013.

### NBA
- Champion NBA en 2019 avec les Toronto Raptors.
- Champion de Conférence Est en 2019 avec les Toronto Raptors.

### Europe
- Vainqueur de la FIBA EuroCup en 2007.
- Champion d'Espagne en 2004.
- Vainqueur de la supercoupe d'Espagne en 2004.

### Sélection nationale
- Basket-ball aux Tournois olympiques de basket-ball masculin
  -  Médaille d'argent aux Jeux olympiques 2012 de Londres.
  -  Médaille d'argent aux Jeux olympiques 2008 de Pékin.
- Championnat du monde
  -  Médaille d’or de la Coupe du monde 2019 en Chine

- -  Médaille d'or du Championnat du monde 2006 au Japon.
- Championnat d'Europe
  -  Médaille de bronze au Championnat d'Europe 2013 en Slovénie.
  -  Médaille d'or au Championnat d'Europe 2011 en Lituanie.
  -  Médaille d'or du Championnat d'Europe 2009 en Pologne.
  -  Médaille d'argent du Championnat d'Europe 2007 en Espagne.
- autres
  - Médaille de bronze de l'Eurobasket Cadet en 2001 à Rīga.

### Distinctions personnelles
- 2019 Champion NBA et Champion du monde la même année
- MVP de la Liga ACB en 2008.
- All-NBA First Team 2015.
- All-NBA Second Team 2013.
- 3 fois NBA All Star (2012, 2015, 2017)
- NBA Defensive Player of the Year en 2013.
- NBA All-Defensive Second Team en 2013.
- NBA All-Rookie Second Team en 2009.

## Statistiques

### Saison régulière
| Champion NBA | Défenseur de l'année |

| Saison        | Équipe        | Matchs | Titul. | Min./m | % Tir | % 3pts | % LF | Rbds/m. | Pass/m. | Int/m. | Ctr/m. | Pts/m. |
| ------------- | ------------- | ------ | ------ | ------ | ----- | ------ | ---- | ------- | ------- | ------ | ------ | ------ |
| 2008–2009     | Memphis       | 82     | 75     | 30,7   | 53,0  | 0,0    | 73,3 | 7,38    | 1,74    | 0,77   | 1,10   | 11,89  |
| 2009–2010     | Memphis       | 69     | 69     | 35,8   | 58,1  | 0,0    | 67,0 | 9,28    | 2,39    | 1,00   | 1,58   | 14,61  |
| 2010–2011     | Memphis       | 81     | 81     | 31,9   | 52,7  | 42,9   | 74,8 | 7,02    | 2,47    | 0,91   | 1,68   | 11,74  |
| 2011–2012     | Memphis       | 65     | 65     | 36,5   | 48,2  | 8,3    | 74,8 | 8,91    | 3,14    | 0,95   | 1,86   | 14,65  |
| 2012–2013     | Memphis       | 80     | 80     | 35,0   | 49,4  | 7,1    | 84,8 | 7,79    | 3,98    | 1,00   | 1,74   | 14,09  |
| 2013–2014     | Memphis       | 59     | 59     | 33,4   | 47,3  | 18,2   | 76,8 | 7,19    | 3,64    | 1,00   | 1,29   | 14,56  |
| 2014–2015     | Memphis       | 81     | 81     | 33,2   | 49,4  | 17,6   | 79,5 | 7,78    | 3,79    | 0,86   | 1,62   | 17,44  |
| 2015–2016     | Memphis       | 52     | 52     | 34,4   | 46,4  | 66,7   | 82,9 | 6,96    | 3,77    | 0,96   | 1,35   | 16,56  |
| 2016–2017     | Memphis       | 74     | 74     | 34,2   | 45,9  | 38,8   | 83,7 | 6,27    | 4,57    | 0,91   | 1,34   | 19,54  |
| 2017–2018     | Memphis       | 73     | 73     | 33,0   | 42,0  | 34,1   | 83,4 | 8,11    | 4,18    | 0,74   | 1,38   | 17,23  |
| 2018–2019     | Memphis       | 53     | 53     | 33,7   | 44,4  | 34,4   | 75,6 | 8,58    | 4,68    | 1,13   | 1,19   | 15,74  |
| 2018–2019     | Toronto       | 26     | 19     | 24,9   | 46,5  | 44,2   | 76,9 | 6,62    | 3,88    | 0,92   | 0,88   | 9,12   |
| 2019–2020     | Toronto       | 44     | 43     | 26,4   | 42,7  | 38,5   | 73,5 | 6,30    | 3,30    | 0,80   | 0,90   | 7,50   |
| 2020–2021     | L.A. Lakers   | 52     | 42     | 19,1   | 45,4  | 41,0   | 72,0 | 4,10    | 2,10    | 0,50   | 1,10   | 5,00   |
| Carrière      | Carrière      | 891    | 866    | 32,2   | 48,1  | 36,0   | 77,6 | 7,40    | 3,40    | 0,92   | 1,46   | 14,00  |
| All-Star Game | All-Star Game | 3      | 1      | 20,0   | 55,6  | 0,0    | 0,0  | 7,67    | 3,33    | 1,00   | 0,33   | 6,67   |

Dernière mise à jour le 25 août 2021.

### Playoffs
| Saison   | Équipe      | Matchs | Titul. | Min./m | % Tir | % 3pts | % LF | Rbds/m. | Pass/m. | Int/m. | Ctr/m. | Pts/m. |
| -------- | ----------- | ------ | ------ | ------ | ----- | ------ | ---- | ------- | ------- | ------ | ------ | ------ |
| 2011     | Memphis     | 13     | 13     | 39,9   | 51,1  | 0,0    | 69,9 | 11,23   | 2,23    | 1,08   | 2,15   | 15,00  |
| 2012     | Memphis     | 7      | 7      | 37,3   | 52,2  | 0,0    | 79,1 | 6,71    | 3,14    | 0,29   | 1,86   | 15,14  |
| 2013     | Memphis     | 15     | 15     | 40,6   | 45,4  | 0,0    | 80,9 | 8,47    | 3,20    | 0,93   | 2,13   | 17,20  |
| 2014     | Memphis     | 7      | 7      | 42,8   | 40,5  | 0,0    | 79,4 | 7,71    | 4,43    | 1,71   | 0,86   | 17,29  |
| 2015     | Memphis     | 11     | 11     | 37,8   | 39,4  | 0,0    | 85,2 | 10,27   | 4,45    | 0,91   | 1,73   | 19,73  |
| 2017     | Memphis     | 6      | 6      | 40,0   | 47,0  | 58,3   | 93,9 | 6,50    | 4,17    | 0,33   | 0,67   | 19,33  |
| 2019     | Toronto     | 21     | 21     | 30,9   | 42,9  | 38,8   | 87,5 | 6,14    | 3,05    | 0,95   | 1,24   | 9,38   |
| 2020     | Toronto     | 11     | 11     | 20,7   | 39,1  | 18,5   | 73,3 | 4,40    | 2,60    | 0,50   | 0,60   | 6,00   |
| 2021     | L.A. Lakers | 5      | 1      | 17,4   | 61,5  | 63,6   | 75,0 | 3,80    | 3,00    | 0,80   | 0,80   | 5,20   |
| Carrière | Carrière    | 99     | 95     | 34,3   | 44,4  | 36,6   | 80,8 | 7,50    | 3,20    | 0,80   | 1,40   | 13,40  |

Dernière mise à jour le 25 août 2021.

## Records sur une rencontre en NBA
Les records personnels de Marc Gasol en NBA sont les suivants, :
| Type de statistique        | Saison régulière | Saison régulière               | Saison régulière | Playoffs | Playoffs                    | Playoffs      |
| Type de statistique        | Record           | Adversaire                     | Date             | Record   | Adversaire                  | Date          |
| -------------------------- | ---------------- | ------------------------------ | ---------------- | -------- | --------------------------- | ------------- |
| Points                     | 42               | Raptors de Toronto             | 25 janvier 2017  | 32       | @ Spurs de San Antonio      | 15 avril 2017 |
| Paniers marqués            | 15               | Knicks de New York             | 16 janvier 2016  | 11       | 2 fois                      | 2 fois        |
| Paniers tentés             | 29               | Knicks de New York             | 16 janvier 2016  | 23       | Warriors de Golden State    | 15 mai 2015   |
| Paniers à 3 points réussis | 6                | 3 fois                         | 3 fois           | 4        | Bucks de Milwaukee          | 19 mai 2019   |
| Paniers à 3 points tentés  | 12               | @ Bucks de Milwaukee           | 14 novembre 2018 | 8        | Bucks de Milwaukee          | 19 mai 2019   |
| Lancers francs réussis     | 16               | 2 fois                         | 2 fois           | 13       | @ Trail Blazers de Portland | 25 avril 2015 |
| Lancers francs tentés      | 17               | Warriors de Golden State       | 21 octobre 2017  | 14       | @ Trail Blazers de Portland | 25 avril 2015 |
| Rebonds offensifs          | 9                | Hornets de La Nouvelle-Orléans | 30 janvier 2010  | 10       | Thunder d'Oklahoma City     | 9 mai 2011    |
| Rebonds défensifs          | 16               | Hornets de Charlotte           | 23 janvier 2019  | 15       | @ Spurs de San Antonio      | 27 avril 2011 |
| Rebonds totaux             | 17               | Hornets de Charlotte           | 23 janvier 2019  | 21       | Thunder d'Oklahoma City     | 9 mai 2011    |
| Passes décisives           | 14               | @ Nuggets de Denver            | 24 novembre 2017 | 7        | 7 fois                      | 7 fois        |
| Interceptions              | 5                | 3 fois                         | 3 fois           | 4        | 3 fois                      | 3 fois        |
| Contres                    | 8                | Trail Blazers de Portland      | 4 janvier 2013   | 6        | Thunder d'Oklahoma City     | 13 mai 2013   |
| Balles perdues             | 8                | Hawks d'Atlanta                | 15 décembre 2017 | 8        | Spurs de San Antonio        | 22 avril 2017 |
| Minutes jouées             | 51               | Heat de Miami                  | 19 février 2010  | 57       | Thunder d'Oklahoma City     | 9 mai 2011    |

- Double-double : 220 (dont 22 en playoffs)
- Triple-double : 5

Dernière mise à jour : 27 juin 2021

## Vie privée
Il est le fils de Marisa Sáez et Agustí Gasol. Sa mère est médecin alors que son père est directeur d'hôpital.
Son frère aîné, Pau, a joué dans différentes franchises NBA entre 2001 et 2019. Son frère cadet Adria Gasol a également joué au basket en Espagne.
En juillet 2018, il devient bénévole à bord du bateau de l'ONG Proactiva Open Arms secourant des migrants en mer Méditerranée.
En 2017, il a donné son soutien au referendum catalan d'autodétermination.